# Ralph Meeker
Ralph Meeker (Minneapolis, 21 de novembro de 1920 — Los Angeles, 5 de agosto de 1988) foi um ator estadunidense, mais conhecido por estrelar Picnic, produção da Broadway de 1953 e Kiss Me Deadly, filme noir de 1955.
Meeker passou a interpretar uma série de papéis que usaram sua presença rouca e machista na tela, incluindo um papel principal no drama militar de Stanley Kubrick, Paths of Glory (1957), como um mecânico problemático contracenando com Carroll Baker em Something Wild (1961), como capitão da Segunda Guerra Mundial em The Dirty Dozen (1967) e no filme de gangster O Massacre do Dia de São Valentim (1967). Outros créditos incluem papéis coadjuvantes em I Walk the Line (1970) e Sidney Lumet 's Tapes O Anderson (1971).
Ele também teve uma carreira prolífica na televisão, aparecendo como o sargento Steve Dekker na série Not for Hire (1959–1960) e no filme de terror para a televisão The Night Stalker (1972). Depois de sofrer um derrame em 1980, Meeker foi forçado a deixar de atuar e morreu oito anos depois de um ataque cardíaco em Los Angeles, Califórnia.

## Filmes
| Ano  | Titulo                           | Função                       | Notas              |
| ---- | -------------------------------- | ---------------------------- | ------------------ |
| 1951 | 4 Num Jeep                       | Sergeant William Long        |                    |
| 1951 | Teresa                           | Sgt. Dobbs                   |                    |
| 1952 | Shadow in the Sky                | Burt                         |                    |
| 1952 | Glory Alley                      | Socks Barbarrosa             |                    |
| 1953 | Somebody Loves Me                | Ben 'Benny' Fields           |                    |
| 1953 | The Naked Spur                   | Roy Anderson                 |                    |
| 1953 | Jeopardy                         | Lawson                       |                    |
| 1953 | Code Two                         | Chuck O'Flair                |                    |
| 1955 | Big House, U.S.A.                | Jerry Barker                 |                    |
| 1955 | Kiss Me Deadly                   | Mike Hammer                  |                    |
| 1955 | Desert Sands                     | Capitão David Malcolm        |                    |
| 1956 | A Woman's Devotion               | Trevor Stevenson             |                    |
| 1957 | The Fuzzy Pink Nightgown         | Mike Vala                    |                    |
| 1957 | Run of the Arrow                 | Tenente Driscoll             |                    |
| 1957 | Paths of Glory                   | Philippe Paris               |                    |
| 1960 | Dillinger                        | John Dillinger               | filme de televisão |
| 1961 | Ada                              | Colonel Yancey               |                    |
| 1961 | Something Wild                   | Mike                         |                    |
| 1963 | Wall of Noise                    | Matt Rubio                   |                    |
| 1967 | The Dirty Dozen                  | Capt. Stuart Kinder          |                    |
| 1967 | The St. Valentine's Day Massacre | George Clarence 'Bugs' Moran |                    |
| 1967 | Gentle Giant                     | Fog Hanson                   |                    |
| 1968 | The Detective                    | Curran                       |                    |
| 1968 | A Punt, a Pass, and a Prayer     | Wally Walters                | filme de televisão |
| 1969 | The Devil's 8                    | Burl                         |                    |
| 1969 | Lost Flight                      | Glenn Walkup                 | filme de televisão |
| 1970 | I Walk the Line                  | Carl McCain                  |                    |
| 1971 | The Anderson Tapes               | 'Iron Balls' Delaney         |                    |
| 1971 | The Reluctant Heroes             | Captain Luke Danvers         | filme de televisão |
| 1972 | The Night Stalker                | Bernie Jenks                 | filme de televisão |
| 1972 | The Happiness Cage               | The Major                    |                    |
| 1973 | Birds of Prey                    | Jim McAndrew                 | filme de televisão |
| 1973 | You'll Never See Me Again        | Will Alden                   | filme de televisão |
| 1973 | Love Comes Quietly               | Ben Hoeksema                 |                    |
| 1974 | Cry Panic                        | Chuck Brunswell              | filme de televisão |
| 1974 | Night Games                      | Dutch Armbreck               | filme de televisão |
| 1974 | The Girl on the Late, Late Show  | Inspetor DeBiesse            | filme de televisão |
| 1975 | The Dead Don't Die               | Policial Reardon             | filme de televisão |
| 1975 | Brannigan                        | Capt. Moretti                |                    |
| 1975 | Johnny Firecloud                 | Colby                        |                    |
| 1976 | The Food of the Gods             | Bensington                   |                    |
| 1978 | Hi-Riders                        | Mike                         |                    |
| 1978 | The Alpha Incident               | Charlie                      |                    |
| 1978 | My Boys Are Good Boys            | Bert Morton                  |                    |
| 1979 | Winter Kills                     | Gameboy Baker                |                    |
| 1980 | Without Warning                  | Dave                         |                    |

## Televisão
| Ano       | Título                                   | Papel                                                         | Notas        |
| --------- | ---------------------------------------- | ------------------------------------------------------------- | ------------ |
| 1952–1956 | Goodyear Playhouse                       | —                                                             | 2 episódios  |
| 1952–1956 | Lux Video Theatre                        | Mike / Nicky Hanks                                            | 2 episódios  |
| 1953      | The Revlon Mirror Theater                | —                                                             | 2 episódios  |
| 1953      | The Alcoa Hour                           | Billy Hepburn                                                 | 1 episódio   |
| 1955–1956 | Studio One in Hollywood                  | Mr. Sheridan / Steve                                          | 2 episódios  |
| 1955–1959 | Alfred Hitchcock Presents                | Various                                                       | 4 episódios  |
| 1956      | Star Stage                               | —                                                             | 1 episódio   |
| 1956      | Jane Wyman Presents The Fireside Theatre | Joe Novak                                                     | 1 episódio   |
| 1956      | Studio 57                                | Ranson                                                        | 1 episódio   |
| 1957      | Zane Grey Theater                        | Steve Elkins                                                  | 1 episódio   |
| 1957      | Playhouse 90                             | Carbine Webb                                                  | 1 episódio   |
| 1957      | The 20th Century-Fox Hour                | Comandante John Lawrence                                      | 1 episódio   |
| 1957–1958 | Climax!                                  | 'Griff' Griffith / Alex Hill                                  | 2 episódios  |
| 1958      | Pursuit                                  | —                                                             | 1 episódio   |
| 1958      | Wagon Train                              | Horse                                                         | 1 episódio   |
| 1958–59   | Schlitz Playhouse of Stars               | Barry Brannon / Rich Adams                                    | 2 episódios  |
| 1958–1961 | The Loretta Young Show                   | Various                                                       | 4 episódios  |
| 1959      | Wanted: Dead or Alive                    | Martin Ash                                                    | 1 episódio   |
| 1959      | The Texas                                | Sam Kerrigan                                                  | 1 episódio   |
| 1959–1960 | Not for Hire                             | Sergeant Steve Dekker                                         | 39 episódios |
| 1961      | Walt Disney's Wonderful World of Color   | Franc Clell                                                   | 1 episódio   |
| 1961      | Tallahassee 7000                         | Harry Griffold                                                | 1 episódio   |
| 1962      | Going My Way                             | Jack Slade                                                    | 1 episódio   |
| 1962      | Empire                                   | Barney Swanton                                                | 1 episódio   |
| 1962–1963 | The United States Steel Hour             | Charlie Williams                                              | 2 episódios  |
| 1962–1963 | Route 66                                 | Parker Smith / Willard McIntyre                               | 2 episódios  |
| 1963      | Breaking Point                           | Murray Knopf                                                  | 1 episódio   |
| 1963      | The Outer Limits                         | John Dexter                                                   | 1 episódio   |
| 1964      | The Defenders                            | Floyd Cooper                                                  | 1 episódio   |
| 1964      | Channing                                 | Frank Martin                                                  | 1 episódio   |
| 1964      | The Doctors and the Nurses               | Sheffer                                                       | 1 episódio   |
| 1964      | Suspense                                 | —                                                             | 1 episódio   |
| 1964      | Kraft Suspense Theatre                   | Harly Clay                                                    | 1 episódio   |
| 1966      | The Long, Hot Summer                     | Jess Corbett                                                  | 1 episódio   |
| 1966      | Seaway                                   | Roy Burke                                                     | 1 episódio   |
| 1966–1971 | The F.B.I.                               | Graham Newcomb / Scott Martin / King Hogan                    | 3 episódios  |
| 1967      | The Green Hornet                         | Earl Evans                                                    | 1 episódio   |
| 1967      | Tarzan                                   | Karnak                                                        | 1 episódio   |
| 1967      | Custer                                   | Kermit Teller                                                 | 1 episódio   |
| 1967      | Dundee and the Culhane                   | Maximus Tobin                                                 | 1 episódio   |
| 1967      | The High Chaparral                       | Tracy Conlin                                                  | 1 episódio   |
| 1968      | The Name of the Game                     | Senador Goddard                                               | 1 episódio   |
| 1968–1974 | Ironside                                 | Wescott / Ex-Detetive                                         | 2 episódios  |
| 1970      | The Virginian                            | August Gruber                                                 | 1 episódio   |
| 1972–1974 | Police Surgeoun                          | James Blinn                                                   | 2 episódios  |
| 1973–1975 | Police Story                             | Alfred Attles / Sergeant Emit Howard / Chief Harry Stahlgaher | 3 episódios  |
| 1974      | Room 222                                 | Mr. Jones                                                     | 1 episódio   |
| 1974      | Faraday and Company                      | Ed Kelso                                                      | 1 episódio   |
| 1974      | Toma                                     | Frank Beecher                                                 | 1 episódio   |
| 1974      | The Evil Touch                           | Frank Drake                                                   | 2 episódios  |
| 1975      | Cannon                                   | Phil Dexter                                                   | 1 episódio   |
| 1975      | The Rookies                              | Officer Menteer                                               | 1 episódio   |
| 1975      | Movin' On                                | Dave Bennet                                                   | 1 episódio   |
| 1975      | Barbary Coast                            | Big Lou Hobart                                                | 1 episódio   |
| 1975      | Run, Joe, Run                            | Gant                                                          | 1 episódio   |
| 1975      | Harry O                                  | Sargento Frank Brannen                                        | 1 episódio   |
| 1977      | Police Woman                             | Bellwood                                                      | 1 episódio   |
| 1979      | CHiPs                                    | Jerry Borgman                                                 | 1 episódio   |